# Leichtathletik-Europameisterschaften 2010/Teilnehmer (Niederlande)

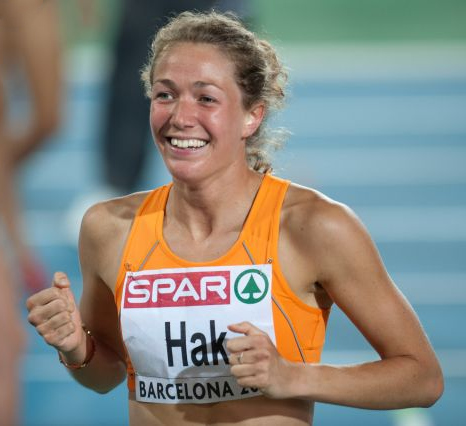
Yvonne Hak gewann überraschend Silber im 800-Meter-Lauf

Die Niederlande meldeten 36 Sportler, davon 21 Männer und 15 Frauen, für die Leichtathletik-Europameisterschaften 2010 vom 27. Juli bis zum 1. August in Barcelona.
| Wettbewerb        | Männer                                                                                       | Frauen                                                                                       |
| ----------------- | -------------------------------------------------------------------------------------------- | -------------------------------------------------------------------------------------------- |
| 800 m             | Robert Lathowers Arnoud Okken Bram Som                                                       | Yvonne Hak (Silber)                                                                          |
| 1500 m            | Niels Verwer (27. Platz)                                                                     | Susan Kuijken                                                                                |
| 10.000 m          |                                                                                              | Hilda Kibet                                                                                  |
| Marathon          | Rens Dekkers Koen Raymaekers Ronald Schröer Patrick Stitzinger Robert Ton Hugo van den Broek |                                                                                              |
| 110 m Hürden      | Gregory Sedoc Marcel van der Westen                                                          | –                                                                                            |
| Hochsprung        | Martijn Nuijens                                                                              |                                                                                              |
| Stabhochsprung    | Robbert-Jan Jansen                                                                           | Denise Groot                                                                                 |
| Kugelstoßen       |                                                                                              | Melissa Boekelman                                                                            |
| Diskuswurf        | Erik Cadée                                                                                   | Monique Jansen                                                                               |
| Speerwurf         |                                                                                              | Bregje Crolla Evelien Dekkers                                                                |
| Siebenkampf       | –                                                                                            | Jolanda Keizer                                                                               |
| Zehnkampf         | Eelco Sintnicolaas (Silber) Ingmar Vos                                                       | –                                                                                            |
| 4 × 100 m Staffel |                                                                                              | Esther Akihary Anouk Hagen Loreanne Kuhurima Jamile Samuel Femke van der Meij Kadene Vassell |
| 4 × 400 m Staffel | Bjorn Blauwhof Youssef el Rhalfioui Robert Lathouwers Joeri Moerman Dennis Spillekom         |                                                                                              |